# Casa de Vasquez de Pinos
La familia Vasquez de Pinos, Vasquez-Pinas o Vasquez fue una familia noble austríaca, de origen español, al servicio de distintos monarcas de la Casa de Habsburgo.

## Nombre
El nombre original de la familia era Vazquez de Pinos pero al establecerse en Austria, el nombre de la familia varió entre distintas formas:
- Vasquez.
- Vasquez-Pinos.
- Vasquez-Pinas.

- Vasquez de Pinos.

- Vasquez de Pinas.
- Vasquez de Pinos von Löwenthal.

## Historia
De origen español, la familia habría recibido en 1344 el título de conde por parte del Rey de Castilla e igualmente reclamaban haber recibido en 1544 la grandeza de España.
En el momento de la Guerra de Sucesión, Juan Jacinto Vázquez y Vargas fue partidario del pretendiente Carlos de Austria, que le concedió en premio el condado de Pinos Puente. El conde, acompañó al pretendiente a Austria tras su derrota. Fue en la monarquía habsbúrgica y posteriormente en el Imperio austríaco donde la familia fue incorporada a la nobleza austríaca bajo el título de condes Vasquez-Pinas o Vasquez de Pinos. Diversos miembros de la familia, descendientes de Juan Jacinto desarrollaron carreras militares hasta bien entrado el siglo XIX.

## Miembros notables
Entre los miembros notables de la familia pueden contarse los siguientes oficiales del Imperial y Real Ejército.
- Juan Jacinto Vázquez y Vargas, conde de Pinos Puente, oficial de las tropas austracistas en la guerra de sucesión española.[2][7]
- Carl Vasquez-Pinas von Löwenthal, cartógrafo y oficial en el ejército del Imperio austríaco.[3]